# Dzoravanq
Dzoravanq (in armeno Ձորավանք?, in passato Gharaghaya) è un comune dell'Armenia di 162 abitanti (2009) della provincia di Gegharkunik.